# Agnès Gueuret
Agnès Gueuret (née le 28 février 1936) est une écrivaine français. Diplômée de l'École pratique des hautes études, elle y a mené une étude sémiotique des deux premiers chapitres de Luc, suivie par une thèse sur l'énonciation dans l'Évangile de Luc. À partir de 2006 et de la publication de son livre Le Pas du temps, sous-titré Oratorio selon Luc, elle se consacre pleinement à l'écriture poétique. Outre son intérêt permanent pour les textes bibliques, elle continue à mener l'expérience communautaire[évasif] qu'elle a commencée en 1957.

## Publications
- L'Engendrement du récit, Éditions du Cerf, 1983[3],[4].
- La mise en discours. Recherches sémiotiques à propos de l'Évangile de Luc, Éditions du Cerf, 1987[5],[6].
- Les Paraboles évangéliques, Éditions du Cerf, 1989.
- Le Pas du temps, le Corridor bleu, 2006[7].
- Sur les sentiers de Qohéleth, le Corridor bleu, 2007.
- Souffles, le Corridor bleu, 2009.
- D'un âge à l'autre, le Corridor bleu, 2012.
- L'Ombre du jour, le Corridor bleu, 2013.
- Les Jougs de Jérémie, le Corridor bleu, 2016.
- Sous l'écorce des jours, le Corridor bleu, 2016.
- Sous le figuier, le Corridor bleu, 2016[8].